# WWE Payback
WWE Payback foi um evento de luta profissional produzido pela WWE, uma promoção de wrestling profissional baseada em Connecticut. Foi transmitido ao vivo e disponível apenas através de pay-per-view (PPV) e da WWE Network. O conceito do evento era os lutadores buscando vingança contra seus oponentes.
O evento foi estabelecido em 2013 e substituiu No Way Out em meados de junho do calendário de pay-per-view da WWE. Continuou a ser realizado anualmente até 2017; em 2015, o evento mudou para o slot de maio e foi transferido para o final de abril de 2017. Para coincidir com a extensão da marca que foi reintroduzida em 2016, o evento de 2017 foi realizado exclusivamente para lutadores da marca Raw. Payback foi então retirado do calendário de PPVs da WWE para 2018, após a WrestleMania 34 daquele ano, a WWE descontinuou os PPVs exclusivos da marca, resultando na redução dos PPVs produzidos anualmente. Após um hiato de três anos, Payback fez um retorno pontual no final de agosto de 2020.

## História
Em 2012, a WWE restabeleceu seu No Way Out pay-per-view (PPV), que anteriormente acontecia anualmente de 1999 a 2009. No ano seguinte, no entanto, No Way Out foi cancelado e substituído por um novo evento chamado Payback. O conceito do evento era os lutadores buscando vingança contra seus oponentes. O evento inaugural Payback foi realizado em 16 de junho de 2013, no Allstate Arena, no subúrbio de Rosemont, Illinois, em Chicago.
O evento de 2014, por sua vez, estabeleceu o Payback como um evento anual para a promoção. Também foi realizado em junho na mesma arena e também foi o primeiro Payback a ir ao ar no serviço de streaming online da WWE, o WWE Network, lançado no início daquele ano em fevereiro. Em 2015 e 2016, o evento foi realizado em maio. O evento de 2016 também foi promovido como o primeiro PPV da The New Era para a WWE. Em julho de 2016, a WWE reintroduziu a extensão da marca, dividindo a lista entre as marcas Raw e SmackDown, onde os lutadores eram designados exclusivamente para atuar. O evento de 2017, por sua vez, foi realizado exclusivamente para lutadores da marca Raw, e também foi transferido para o final de abril.
Esperava-se que o evento retornasse em 2018 como um evento exclusivo do SmackDown, no entanto, após a WrestleMania 34 daquele ano, a WWE descontinuou os PPVs exclusivos da marca. Como resultado, o Payback foi descontinuado devido a uma redução na quantidade de PPVs anuais produzidos. Após um hiato de três anos, no entanto, o Payback foi restabelecido em 2020 e realizado no final de agosto. Devido à pandemia do COVID-19, o evento de 2020 foi realizado na bolha bio-segura da WWE chamada WWE ThunderDome, realizada no Amway Center em Orlando, Flórida. O evento de 2020, por sua vez, seria o último Payback, pois um evento não estava programado para 2021.
Em outubro de 2021, a WWE revelou seu calendário de PPVs para 2022, e o Payback não foi incluído. No entanto, os eventos exatos para algumas datas agendadas não foram revelados, incluindo um evento a ser anunciado para junho, um mês em que Payback foi originalmente realizado, mas o slot acabou sendo ocupado por Hell in a Cell.

## Eventos
|  | Evento da marca Raw |

| 1                                                 | Payback (2013) | 16 de junho de 2013  | Rosemont, Illinois   | Allstate Arena                  | John Cena (c) vs. Ryback em uma luta Three Stages of Hell pelo Campeonato da WWE                                                                 | [ 4 ]        |
| 2                                                 | Payback (2014) | 1° de junho de 2014  | Rosemont, Illinois   | Allstate Arena                  | The Shield (Dean Ambrose, Roman Reigns e Seth Rollins) vs. Evolution (Batista, Randy Orton e Triple H) em uma luta No Holds Barred de eliminação | [ 5 ]        |
| 3                                                 | Payback (2015) | 17 de maio de 2015   | Baltimore, Maryland  | Royal Farms Arena               | Seth Rollins (c) vs. Dean Ambrose vs. Randy Orton vs. Roman Reigns em uma luta Fatal 4-Way pelo Campeonato Mundial dos Pesos Pesados da WWE      | [ 8 ]        |
| 4                                                 | Payback (2016) | 1° de maio de 2016   | Rosemont, Illinois   | Allstate Arena                  | Roman Reigns (c) vs. AJ Styles pelo Campeonato Mundial dos Pesos Pesados da WWE                                                                  | [ 7 ] [ 15 ] |
| 5                                                 | Payback (2017) | 30 de abril de 2017  | San José, Califórnia | SAP Center                      | Braun Strowman vs. Roman Reigns | [ 10 ]       |
| 6                                                 | Payback (2020) | 30 de agosto de 2020 | Orlando, Flórida     | WWE ThunderDome at Amway Center | "The Fiend" Bray Wyatt (c) vs. Braun Strowman vs. Roman Reigns em uma luta No Holds Barred Triple Threat pelo Campeonato Universal da WWE        | [ 12 ]       |
| (c) – refere-se ao(s) campeão(s) indo para a luta |                |                      |                      |                                 | |              |